# Peneira molecular

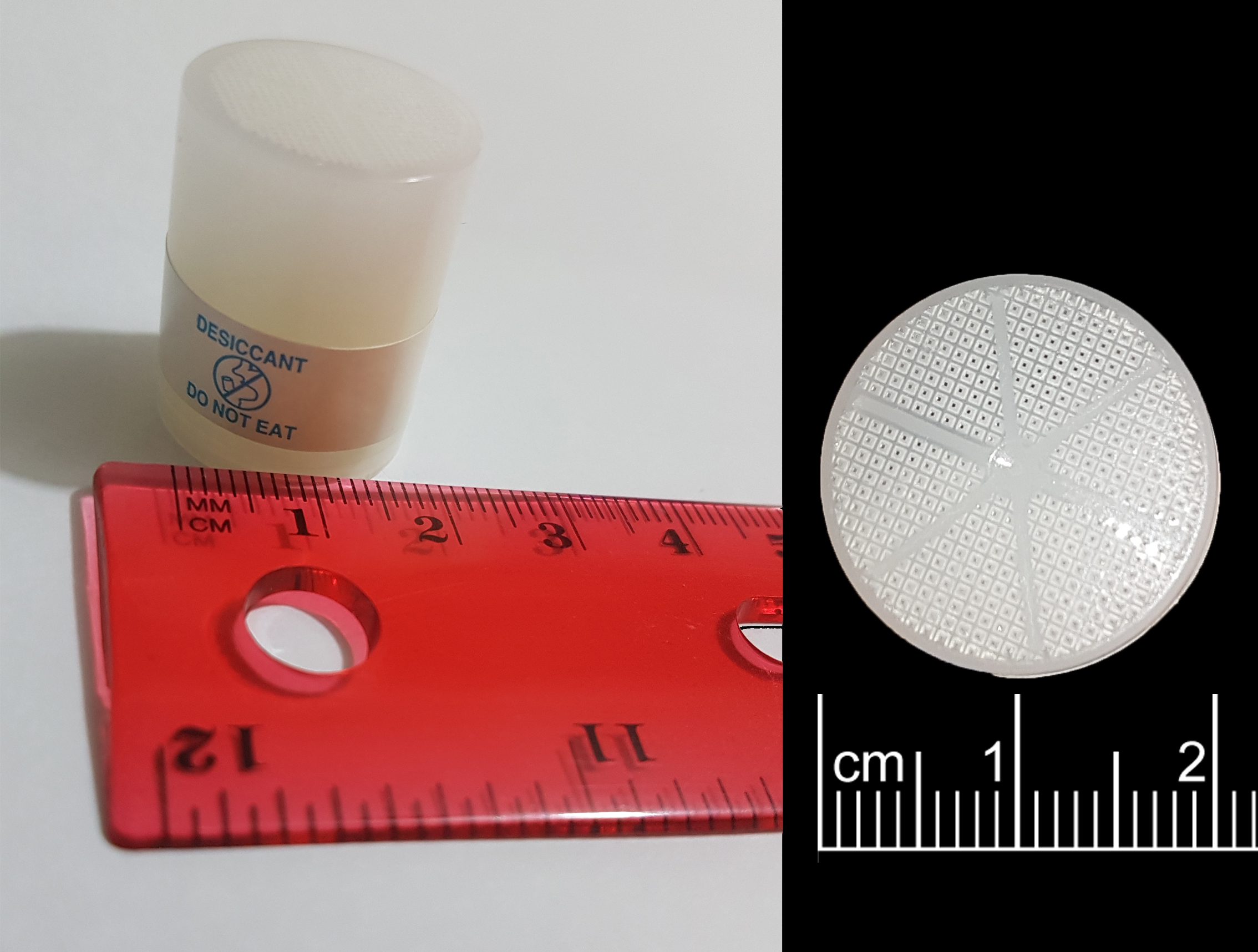
Um recipiente selado, comumente preenchido com sílica-gel e outras peneiras moleculares usadas como dessecante em recipientes de medicamentos para manter o conteúdo seco.

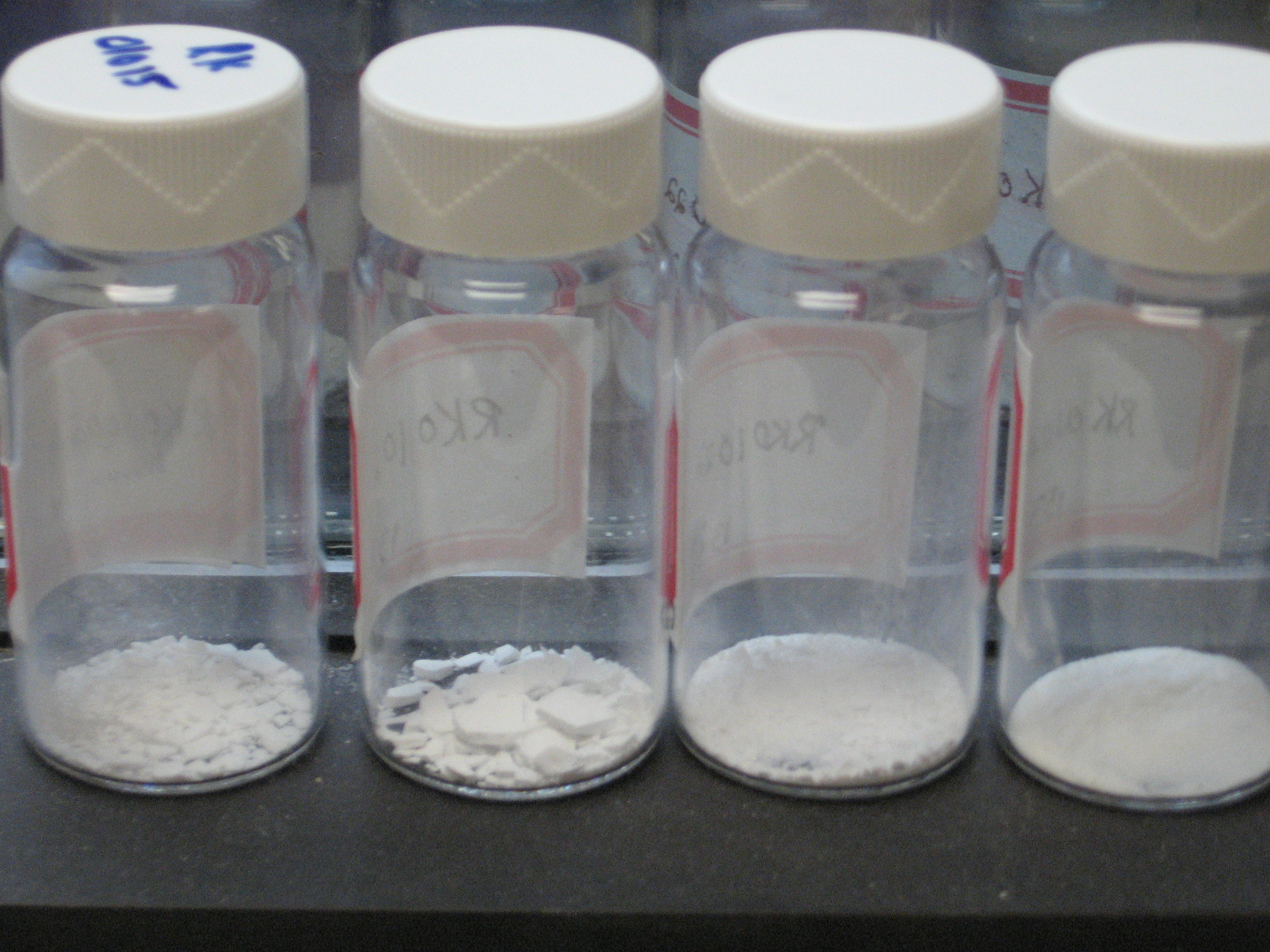
Frascos de sílica mesoporosa.

Uma peneira molecular é um material com poros (buracos muito pequenos) de tamanho uniforme. Os diâmetros destes poros são similares em tamanho a pequenas moléculas, e portanto grandes moléculas não podem entrar ou serem adsorvidas, enquanto pequenas moléculas podem. Na medida que uma mistura de moléculas migra através do leito estacionário de substância porosa e semissólida referida como uma peneira (ou matriz), os componentes de mais alto peso molecular (os quais são incapazes de passar pelos poros moleculares) deixam o leito primeiro, seguidos de moléculas sucessivamente menores. É este método seletivo das peneiras moleculares o responsável pelo termo “peneira” em sua denominação.
Algumas peneiras moleculares são usadas em cromatografia, uma técnica de separação que classifica baseado em seu tamanho. Outras peneiras moleculares são usadas como dessecantes (alguns exemplos incluem carvão ativado e sílica-gel). No caso da sílica-gel, as peneiras moleculares são zeólitas que, por sua vez, são compostos de alumínio e silício (aluminossilicatos) com alto grau de ordenação a nível microscópico. Existem zeólitas naturais e sintéticas; as sintéticas são as utilizadas, por exemplo, para a obtenção de álcool etílico anidro a partir de álcool hidratado. Geralmente nesta aplicação apresentam-se como partículas do tamanho de ervilhas. A característica principal das zeólitas sintéticas é ter poros microscópicos de diâmetro preciso e área superficial específica bastante grande.
O diâmetro de uma peneira molecular é medido em nanômetros (nm) ou angstroms (Å = 0,1 nm). De acordo com a notação da IUPAC, materiais microporosos tem diâmetros de poros menores que 2 nm (20 Å) e materiais macroporosos tem diâmetros de poros maiores quie 50 nm (500 Å); a categoria dos materiais mesoporosos consequentemente situa-se entre estas medidas, com diâmetros de poros entre 2 e 50 nm (20–500 Å).
As zeólitas usadas por exemplo no processo de desidratação do álcool etílico têm poros de diâmetro de geralmente 3 angstroms. Esse diâmetro de poro é muito pequeno para moléculas de álcool, que têm cerca de 4,4 angstroms de diâmetro, mas são suficientemente grandes para que moléculas de água, que têm cerca de 2,8 angstroms de diâmetro, entrem, percorram os poros e sejam adsorvidas na grande área interna da zeólita.